# Biff Elliot
Biff Elliot (nacido Leon Shalek; Lynn, Massachusetts; 26 de julio de 1923-Studio City, California; 15 de agosto de 2012) fue un actor estadounidense, más conocido por su papel del popular detective Mike Hammer en la versión de 1953 de I, the Jury, y en su aparición como invitado en el episodio de Star Trek «El diablo en la oscuridad».
Fue hijo de Susan M. Bernstein e Israel Michael Shalek. Todos sus abuelos eran inmigrantes judíos de Europa del Este. Su padre fue un jugador semiprofesional de béisbol, que luego de retirarse abrió un negocio de fabricación de bolsa de arpillera en Presque Isle, Maine.
Murió en su casa a los 89 años.